# Себастьян, Джуд
Джуд Феликс Себастьян (англ. Jude Felix Sebastian, род. 26 января 1965, Бангалор) — индийский хоккеист (хоккей на траве), полевой игрок, тренер. Участник летних Олимпийских игр 1988 и 1992 годов, серебряный призёр летних Азиатских игр 1990 года.

## Биография
Джуд Себастьян родился 26 января 1965 года в индийском городе Бангалор.
Играл в хоккей на траве за Индийские железные дороги.
В 1988 году вошёл в состав сборной Индии по хоккею на траве на летних Олимпийских играх в Сеуле, занявшей 6-е место. Играл в поле, провёл 7 матчей, забил 3 мяча (по одному в ворота сборных ФРГ, Южной Кореи и Канады).
В 1990 году завоевал серебряную медаль хоккейного турнира летних Азиатских игр в Пекине.
В 1992 году вошёл в состав сборной Индии по хоккею на траве на летних Олимпийских играх в Барселоне, занявшей 7-е место. Играл в поле, провёл 6 матчей, забил 1 мяч в ворота сборной Великобритании.
В 1993—1995 годах был капитаном сборной Индии, в том числе на чемпионате мира в Сиднее и летних Азиатских играх в Хиросиме.
В 1994 году был удостоен национальной спортивной премии «Арджуна».
В течение карьеры провёл за сборную Индии более 250 матчей.
Впоследствии стал тренером. В 1997—2011 годах тренировал французский «Расинг» из Парижа, «Сингапур Рекриэйшн», был тренером Шотландской хоккейной ассоциации и Королевской федерации хоккея на траве Нидерландов. В дальнейшем тренировал сборную Индии, с которой в 2014 году завоевал золото летних Азиатских игр в Инчхоне. В 2018 году во главе молодёжной сборной Индии выиграл Кубок Султана Джохора.
В 2009 году основал в Бангалоре хоккейную академию Джуда Феликса.
В 2020 году удостоен премии «Дроначарья» за выдающиеся достижения в спорте.